# Helicopsyche cochleara
Helicopsyche cochleara is een schietmot uit de familie Helicopsychidae. De soort komt voor in het Neotropisch gebied.